# Anna Marie Touborg
Anna Marie Touborg (født 21. januar 1942) er en dansk folkeskolelærer og politiker, der i perioden 2006–2009 var medlem af regionsrådet i Region Midtjylland, valgt for SF.
Touborg er enke efter landmand og folketingsmedlem Kristen Touborg og mor til tre børn, heriblandt byrådsmedlem og folketingskandidat Karen Touborg og tidligere borgmester i Lejre Kommune Mette Touborg.
Anna Marie Touborg er uddannet folkeskolelærer og har til foråret 2002 virket som sådan på Gudum Skole. Hun har været formand for SF's uddannelsesudvalg på landsplan og blev medlem af amtsrådet i Ringkøbing Amt 1. januar 1998. Her sad hun i teknik- og miljøudvalget. Hun blev genvalgt til amtsrådet pr. 1.januar 2002.
Touborg er meget engageret i lokalsamfundet, hvor hun bl.a. er formand for sognearkivet i Gudum. Hun er medlem af bestyrelserne for Lemvig Museum og har været formand for Historisk Samfund i Ringkøbing Amt.